# Akishimo (contratorpedeiro)
O Akishimo (秋霜) foi um contratorpedeiro operado pela Marinha Imperial Japonesa e a décima oitava embarcação da Classe Yūgumo. Sua construção começou em maio de 1943 nos estaleiros da Fujinagata em Osaka e foi lançado ao mar em dezembro,, sendo comissionado na frota japonesa em março do ano seguinte. Era armado com uma bateria principal de seis canhões de 127 milímetros e oito tubos de torpedo de 610 milímetros, tinha um deslocamento carregado de 2,5 mil toneladas e conseguia alcançar uma velocidade máxima de 35 nós (65 quilômetros por hora).
O Akishimo entrou em serviço no meio da Segunda Guerra Mundial e teve uma carreira ativa. Pelos seus primeiros meses de serviço atuou na escolta de diversas embarcações entre diferentes bases japonesas. Ele participou da Batalha do Mar das Filipinas em junho de 1944 e depois da Batalha do Golfo de Leyte em outubro, quando resgatou sobreviventes de vários navios afundados ou danificados, além da Batalha da Baía de Ormoc em novembro. O contratorpedeiro foi afundado em Manila em 14 de novembro por ataques aéreos norte-americanos.